# Spoorlijn Holstebro - Vejle
De spoorlijn Holstebro - Vejle is een regionale spoorlijn tussen Holstebro en Vejle van het schiereiland Jutland in Denemarken.

## Geschiedenis
Vanuit Fredericia konden Holstebro en Struer alleen maar bereikt worden met een omweg via Esbjerg of Langå. Daarom werd in 1900 besloten tot de aanleg van een diagonale verbinding door Jutland. De lijn tussen Give en Vejle was al in 1894 geopend als private spoorlijn. In 1904 volgde het gedeelte tussen Holstebro en Herning, gevolgd door het gedeelte tussen Herning en Give in 1914. Na voltooiing van de complete verbinding werd de exploitatie van het private gedeelte overgenomen door de Danske Statsbaner. Tussen 1969 en 1970 werd de lijn gemoderniseerd en tussen 1980 en 1981 opnieuw.
In 2022 werd het nogmaals gemoderniseerd, waarbij het oude beveiligingssysteem met optische seinen werd vervangen door ERTMS level 2 waarbij de machinist alle belangrijke informatie op een scherm in de cabine ziet. 

## Treindiensten

### DSB
De Danske Statsbaner (DSB) verzorgt het personenvervoer op dit traject met RE / RB treinen.

## Aansluitingen
In de volgende plaatsen is of was er een aansluiting op de volgende spoorlijnen:

### Holstebro
- Esbjerg - Struer (Den vestjyske længdebane)

### Holstebro Syd
- Ringkøbing - Holstebro Syd

### Herning
- Herning - Viborg
- Skanderborg - Skjern

### Brande
- Langå - Bramming (Diagonalbanen)

### Thyregod
- Horsens - Thyregod

### Vejle Nord
- Vejle - Grindsted

### Vejle
- Fredericia - Århus